# Primera División de España 1976-77
Los resultados de la temporada 1976/77 (46ª edición del campeonato) de la Primera División de fútbol española se muestran a continuación. 

## Sistema de competición
La Primera División de España 1976/77 fue organizada por la Real Federación Española de Fútbol. Como en temporadas precedentes, tomaron parte dieciocho equipo de toda la geografía española, integrados en un grupo único. Siguiendo un sistema de liga, los 18 equipos se enfrentaron todos contra todos en dos ocasiones -una en campo propio y otra en campo contrario- sumando un total de 34 jornadas. El orden de los encuentros se decidió por sorteo antes de empezar la competición.
La clasificación final se estableció con arreglo a los puntos obtenidos en cada enfrentamiento, a razón de dos por partido ganado, uno por empatado y ninguno en caso de derrota. Los mecanismos para desempatar la clasificación, si al finalizar el campeonato dos equipos igualaban a puntos, fueron los siguientes:
1. El que tuviera una mayor diferencia en el goal average o promedio de goles (cociente entre goles a favor y en contra) en los enfrentamientos entre ambos.
2. Si persiste el empate, el que tuviera el mayor goal average en todos los encuentros del campeonato.

### Efectos de la clasificación
El equipo que más puntos sumó al final del campeonato fue proclamado campeón de liga y obtuvo el derecho automático a participar en la siguiente edición de la Copa de Europa. 
Los tres mejores calificados, al margen de los clasificados para disputar la Copa de Europa (esto es, el campeón de Liga) y la Recopa de Europa (el campeón de la Copa del Rey), obtuvieron una plaza para participar en la Copa de la UEFA de la próxima temporada.
Por su parte, los tres últimos clasificados descendieron a Segunda División, de la que ascendieron, recíprocamente, tres equipos.

### Novedades arbitrales
A partir de esta temporada se homologan los colores de las tarjetas utilizadas en España con las del resto de países, pasando la tarjeta blanca a ser de color amarillo, y manteniéndose la roja.

## Equipos y estadios
| Equipo                        | Ciudad                     | Estadio                 |
| ----------------------------- | -------------------------- | ----------------------- |
| Athletic Club                 | Bilbao                     | San Mamés               |
| Club Atlético de Madrid       | Madrid                     | Vicente Calderón        |
| Fútbol Club Barcelona         | Barcelona                  | Camp Nou                |
| Real Betis Balompié           | Sevilla                    | Benito Villamarín       |
| Burgos Club de Fútbol         | Burgos                     | El Plantío              |
| Real Club Celta de Vigo       | Vigo                       | Balaídos                |
| Elche Club de Fútbol          | Elche                      | Nuevo Estadio del Elche |
| Real Club Deportivo Español   | Barcelona                  | Sarriá                  |
| Hércules Club de Fútbol       | Alicante                   | José Rico Pérez         |
| Unión Deportiva Las Palmas    | Las Palmas de Gran Canaria | Insular                 |
| Club Deportivo Málaga         | Málaga                     | La Rosaleda             |
| Real Racing Club de Santander | Santander                  | El Sardinero            |
| Real Madrid Club de Fútbol    | Madrid                     | Santiago Bernabeu       |
| Real Sociedad de Fútbol       | San Sebastián              | Atocha                  |
| Unión Deportiva Salamanca     | Salamanca                  | Helmántico              |
| Sevilla Fútbol Club           | Sevilla                    | Ramón Sánchez-Pizjuan   |
| Valencia Club de Fútbol       | Valencia                   | Luis Casanova           |
| Real Zaragoza                 | Zaragoza                   | La Romareda             |

## Clasificación
| Pos. | Equipo                  | Pts. | PJ | G  | E  | P  | GF | GC | Dif. | Clasificación                   |
| ---- | ----------------------- | ---- | -- | -- | -- | -- | -- | -- | ---- | ------------------------------- |
| 1    | Atlético de Madrid (C)  | 46   | 34 | 19 | 8  | 7  | 62 | 33 | +29  | Clasifica a la Copa de Europa   |
| 2    | C. F. Barcelona         | 45   | 34 | 18 | 9  | 7  | 69 | 34 | +35  | Clasifica a la Copa de la UEFA  |
| 3    | Athletic Club           | 38   | 34 | 15 | 8  | 11 | 55 | 45 | +10  | Clasifica a la Copa de la UEFA  |
| 4    | U. D. Las Palmas        | 36   | 34 | 15 | 6  | 13 | 56 | 51 | +5   | Clasifica a la Copa de la UEFA  |
| 5    | Real Betis              | 36   | 34 | 15 | 6  | 13 | 42 | 42 | 0    | Clasifica a la Recopa de Europa |
| 6    | R. C. D. Español        | 36   | 34 | 14 | 8  | 12 | 61 | 59 | +2   |                                 |
| 7    | Valencia C. F.          | 36   | 34 | 13 | 10 | 11 | 53 | 47 | +6   |                                 |
| 8    | Real Sociedad           | 34   | 34 | 13 | 8  | 13 | 54 | 41 | +13  |                                 |
| 9    | Real Madrid C. F.       | 34   | 34 | 12 | 10 | 12 | 57 | 53 | +4   |                                 |
| 10   | Sevilla C. F.           | 34   | 34 | 11 | 12 | 11 | 32 | 39 | −7   |                                 |
| 11   | Elche C. F.             | 33   | 34 | 11 | 11 | 12 | 45 | 47 | −2   |                                 |
| 12   | U. D. Salamanca         | 32   | 34 | 13 | 6  | 15 | 30 | 34 | −4   |                                 |
| 13   | Hércules C. F.          | 32   | 34 | 11 | 10 | 13 | 35 | 41 | −6   |                                 |
| 14   | Burgos C. F.            | 32   | 34 | 14 | 4  | 16 | 46 | 50 | −4   |                                 |
| 15   | Racing de Santander     | 31   | 34 | 12 | 7  | 15 | 41 | 62 | −21  |                                 |
| 16   | Real Zaragoza (D)       | 30   | 34 | 10 | 10 | 14 | 42 | 51 | −9   | Descenso a Segunda División     |
| 17   | R. C. Celta de Vigo (D) | 29   | 34 | 9  | 11 | 14 | 22 | 40 | −18  | Descenso a Segunda División     |
| 18   | C. D. Málaga (D)        | 18   | 34 | 6  | 6  | 22 | 27 | 60 | −33  | Descenso a Segunda División     |

 Fuente: BDFutbol
Criterios de clasificación: Puntos · Diferencia de goles · Goles a favor · Play-off

### Evolución de la clasificación
| Equipo / Jornada | 1  | 2  | 3  | 4  | 5  | 6  | 7  | 8  | 9  | 10 | 11 | 12 | 13 | 14 | 15 | 16 | 17 | 18 | 19 | 20 | 21 | 22 | 23 | 24 | 25 | 26 | 27 | 28 | 29 | 30 | 31 | 32 | 33 | 34 |
| Equipo / Jornada |    |    |    |    |    |    |    |    |    |    |    |    |    |    |    |    |    |    |    |    |    |    |    |    |    |    |    |    |    |    |    |    |    |    |
| ---------------- | -- | -- | -- | -- | -- | -- | -- | -- | -- | -- | -- | -- | -- | -- | -- | -- | -- | -- | -- | -- | -- | -- | -- | -- | -- | -- | -- | -- | -- | -- | -- | -- | -- | -- |
| Atlético         | 2  | 6  | 5  | 9  | 4  | 3  | 2  | 1  | 1  | 1  | 2  | 2  | 4  | 3  | 3  | 3  | 2  | 2  | 2  | 2  | 2  | 1  | 1  | 1  | 1  | 1  | 1  | 1  | 1  | 1  | 1  | 1  | 1  | 1  |
| Barcelona        | 1  | 5  | 4  | 6  | 3  | 1  | 6  | 4  | 3  | 2  | 3  | 1  | 1  | 1  | 1  | 1  | 1  | 1  | 1  | 1  | 1  | 2  | 2  | 2  | 2  | 2  | 2  | 2  | 2  | 2  | 2  | 2  | 2  | 2  |
| Athletic Club    | 5  | 2  | 2  | 5  | 12 | 16 | 13 | 9  | 7  | 6  | 7  | 8  | 12 | 9  | 11 | 9  | 10 | 10 | 8  | 7  | 5  | 6  | 6  | 3  | 5  | 4  | 4  | 3  | 3  | 3  | 3  | 3  | 3  | 3  |
| Las Palmas       | 18 | 14 | 16 | 11 | 14 | 8  | 12 | 8  | 11 | 12 | 11 | 10 | 8  | 10 | 9  | 8  | 7  | 6  | 6  | 6  | 8  | 9  | 7  | 7  | 9  | 6  | 6  | 6  | 8  | 11 | 7  | 4  | 4  | 4  |
| Betis            | 15 | 17 | 17 | 17 | 16 | 13 | 16 | 13 | 15 | 11 | 9  | 13 | 9  | 8  | 7  | 7  | 9  | 9  | 11 | 10 | 10 | 12 | 11 | 10 | 11 | 8  | 11 | 11 | 9  | 4  | 8  | 5  | 5  | 5  |
| Espanyol         | 4  | 1  | 7  | 2  | 2  | 7  | 5  | 7  | 5  | 5  | 4  | 4  | 3  | 4  | 6  | 6  | 6  | 5  | 5  | 5  | 6  | 5  | 5  | 6  | 6  | 10 | 7  | 9  | 7  | 9  | 5  | 8  | 6  | 6  |
| Valencia         | 3  | 3  | 1  | 1  | 1  | 2  | 1  | 3  | 2  | 3  | 1  | 3  | 2  | 2  | 2  | 2  | 4  | 4  | 4  | 4  | 4  | 3  | 4  | 4  | 4  | 3  | 3  | 4  | 6  | 8  | 4  | 7  | 9  | 7  |
| Real Sociedad    | 8  | 7  | 12 | 8  | 8  | 12 | 7  | 12 | 6  | 7  | 5  | 6  | 5  | 6  | 4  | 4  | 3  | 3  | 3  | 3  | 3  | 4  | 3  | 5  | 3  | 5  | 5  | 8  | 4  | 6  | 6  | 10 | 7  | 8  |
| Real Madrid      | 6  | 8  | 13 | 7  | 7  | 4  | 3  | 2  | 4  | 4  | 6  | 5  | 6  | 5  | 5  | 5  | 5  | 7  | 7  | 8  | 7  | 7  | 9  | 8  | 7  | 7  | 9  | 5  | 5  | 7  | 10 | 6  | 8  | 9  |
| Sevilla          | 10 | 4  | 3  | 3  | 5  | 6  | 4  | 6  | 10 | 10 | 8  | 7  | 7  | 7  | 8  | 10 | 8  | 13 | 10 | 12 | 9  | 10 | 8  | 12 | 10 | 11 | 8  | 10 | 11 | 10 | 11 | 9  | 10 | 10 |
| Elche            | 11 | 11 | 14 | 18 | 17 | 14 | 17 | 18 | 17 | 15 | 10 | 15 | 10 | 13 | 10 | 13 | 11 | 8  | 12 | 9  | 11 | 11 | 10 | 9  | 12 | 12 | 12 | 13 | 12 | 12 | 12 | 12 | 11 | 11 |
| Salamanca        | 13 | 18 | 18 | 16 | 18 | 17 | 18 | 15 | 18 | 17 | 15 | 14 | 17 | 16 | 16 | 16 | 13 | 11 | 9  | 11 | 12 | 8  | 12 | 11 | 8  | 9  | 10 | 7  | 10 | 5  | 9  | 11 | 12 | 12 |
| Hércules         | 7  | 9  | 6  | 12 | 6  | 10 | 9  | 10 | 12 | 13 | 13 | 12 | 14 | 11 | 14 | 12 | 14 | 15 | 13 | 13 | 14 | 14 | 13 | 14 | 14 | 13 | 15 | 12 | 13 | 13 | 13 | 13 | 13 | 13 |
| Burgos           | 12 | 15 | 10 | 15 | 15 | 18 | 11 | 16 | 16 | 18 | 18 | 18 | 16 | 14 | 15 | 14 | 16 | 16 | 15 | 15 | 13 | 16 | 14 | 13 | 13 | 17 | 14 | 16 | 14 | 14 | 14 | 14 | 14 | 14 |
| Racing           | 14 | 10 | 15 | 10 | 10 | 5  | 8  | 5  | 9  | 9  | 14 | 9  | 13 | 12 | 12 | 11 | 12 | 12 | 14 | 14 | 16 | 13 | 16 | 15 | 17 | 15 | 17 | 15 | 17 | 15 | 17 | 17 | 16 | 15 |
| Real Zaragoza    | 9  | 16 | 9  | 14 | 9  | 11 | 15 | 17 | 14 | 16 | 17 | 17 | 15 | 17 | 17 | 17 | 17 | 17 | 17 | 17 | 17 | 17 | 17 | 17 | 16 | 16 | 16 | 17 | 16 | 17 | 15 | 15 | 17 | 16 |
| Celta            | 16 | 12 | 8  | 13 | 13 | 15 | 10 | 14 | 8  | 8  | 12 | 11 | 11 | 15 | 13 | 15 | 15 | 14 | 16 | 16 | 15 | 15 | 15 | 16 | 15 | 14 | 13 | 14 | 15 | 16 | 16 | 16 | 15 | 17 |
| CD Málaga        | 17 | 13 | 11 | 4  | 11 | 9  | 14 | 11 | 13 | 14 | 16 | 16 | 18 | 18 | 18 | 18 | 18 | 18 | 18 | 18 | 18 | 18 | 18 | 18 | 18 | 18 | 18 | 18 | 18 | 18 | 18 | 18 | 18 | 18 |

## Resultados
- Copa de Europa: Atlético de Madrid

- Recopa de Europa: Betis

- Copa UEFA: FC Barcelona, U. D. Las Palmas, Athletic Club

- Descensos: Real Zaragoza, CD Málaga y Celta de Vigo

- Ascensos: Cádiz CF, Sporting de Gijón y Rayo Vallecano

### Tabla de resultados cruzados
| Local \ Visitante   | ATH | ATM | BAR | BET | BUR | CEL | ELC | ESP | HER | LAS | MAL | RAC | RMA | RSO | SAL | SEV | VAL | ZAR |
| ------------------- | --- | --- | --- | --- | --- | --- | --- | --- | --- | --- | --- | --- | --- | --- | --- | --- | --- | --- |
| Athletic Club       | —   | 0–1 | 1–3 | 1–0 | 3–0 | 2–2 | 1–1 | 5–2 | 3–0 | 2–1 | 1–1 | 1–0 | 4–1 | 4–2 | 2–0 | 4–0 | 2–1 | 3–1 |
| Atlético de Madrid  | 2–1 | —   | 3–1 | 3–1 | 0–3 | 3–0 | 5–1 | 1–1 | 1–0 | 1–0 | 2–0 | 5–1 | 4–0 | 5–1 | 2–1 | 3–3 | 2–3 | 2–0 |
| F. C. Barcelona     | 0–2 | 1–1 | —   | 3–1 | 3–0 | 4–0 | 4–1 | 4–2 | 1–1 | 4–0 | 2–1 | 7–0 | 3–1 | 2–1 | 4–1 | 3–3 | 6–1 | 2–1 |
| Real Betis          | 2–1 | 1–0 | 1–3 | —   | 2–1 | 1–0 | 1–0 | 5–1 | 1–0 | 2–2 | 0–1 | 2–1 | 2–0 | 2–1 | 2–1 | 0–1 | 0–0 | 2–1 |
| Burgos C. F.        | 2–2 | 2–0 | 1–0 | 2–1 | —   | 1–0 | 3–1 | 1–2 | 1–1 | 4–1 | 3–0 | 1–1 | 3–2 | 2–0 | 0–2 | 1–0 | 4–1 | 2–0 |
| R. C. Celta de Vigo | 0–0 | 1–0 | 0–0 | 0–0 | 2–1 | —   | 1–1 | 1–0 | 2–2 | 1–0 | 2–1 | 2–0 | 2–0 | 1–0 | 0–1 | 0–0 | 1–0 | 0–0 |
| Elche C. F.         | 2–1 | 0–1 | 0–0 | 2–0 | 0–0 | 1–1 | —   | 4–1 | 2–1 | 2–2 | 3–0 | 4–1 | 1–1 | 2–0 | 1–0 | 3–0 | 1–4 | 2–0 |
| R. C. D. Español    | 4–0 | 1–4 | 2–3 | 1–1 | 2–1 | 2–0 | 2–0 | —   | 3–0 | 2–0 | 5–1 | 2–1 | 4–1 | 1–0 | 4–0 | 0–0 | 3–0 | 2–0 |
| Hércules C. F.      | 0–0 | 2–1 | 2–2 | 1–0 | 3–0 | 2–1 | 1–1 | 2–0 | —   | 2–1 | 1–0 | 2–0 | 0–1 | 2–0 | 4–2 | 0–0 | 2–1 | 1–1 |
| U. D. Las Palmas    | 2–1 | 1–1 | 2–1 | 1–1 | 4–1 | 5–1 | 0–0 | 5–0 | 1–0 | —   | 2–1 | 4–1 | 4–2 | 2–0 | 2–0 | 4–2 | 2–1 | 1–4 |
| C. D. Málaga        | 0–3 | 0–0 | 1–0 | 0–1 | 1–2 | 1–1 | 2–3 | 1–1 | 1–1 | 0–2 | —   | 1–2 | 2–1 | 2–1 | 1–0 | 0–0 | 0–1 | 2–1 |
| Racing de Santander | 1–1 | 0–0 | 1–0 | 4–3 | 1–0 | 1–0 | 2–1 | 2–2 | 1–1 | 2–1 | 3–2 | —   | 3–3 | 2–1 | 0–1 | 2–0 | 2–2 | 1–0 |
| Real Madrid C. F.   | 2–3 | 1–1 | 1–1 | 0–1 | 1–0 | 0–0 | 5–2 | 4–1 | 4–0 | 3–0 | 4–1 | 3–1 | —   | 2–2 | 0–1 | 0–0 | 2–0 | 4–2 |
| Real Sociedad       | 5–0 | 2–0 | 0–0 | 3–0 | 4–1 | 4–0 | 0–0 | 3–3 | 3–0 | 4–0 | 1–0 | 3–1 | 1–1 | —   | 1–0 | 2–1 | 2–2 | 2–0 |
| U. D. Salamanca     | 3–0 | 1–1 | 2–0 | 0–1 | 3–1 | 2–0 | 1–0 | 2–1 | 1–0 | 0–0 | 3–0 | 0–1 | 0–1 | 1–1 | —   | 1–0 | 0–0 | 0–0 |
| Sevilla F. C.       | 1–0 | 1–2 | 0–1 | 3–2 | 2–0 | 2–0 | 0–0 | 0–0 | 1–0 | 2–1 | 2–1 | 1–0 | 1–1 | 0–3 | 2–0 | —   | 0–0 | 4–1 |
| Valencia C. F.      | 2–0 | 2–3 | 0–1 | 2–2 | 3–1 | 2–0 | 1–0 | 4–1 | 3–1 | 1–2 | 3–1 | 4–2 | 1–1 | 1–0 | 0–0 | 4–0 | —   | 1–1 |
| Real Zaragoza C. D. | 1–1 | 0–2 | 0–0 | 2–1 | 2–1 | 1–0 | 5–3 | 3–3 | 1–0 | 2–1 | 3–1 | 2–0 | 2–4 | 1–1 | 2–0 | 0–0 | 2–2 | —   |

## Máximos goleadores
| Pos. | Jugador                                | Equipo           | Goles |
| ---- | -------------------------------------- | ---------------- | ----- |
| 1º   | Mario Alberto Kempes                   | Valencia CF      | 24    |
| 2.º  | Manuel Clares                          | FC Barcelona     | 22    |
|      | Carlos Manuel Morete                   | U. D. Las Palmas | 22    |
|      | Rafael Carlos Pérez, Marañón           | RCD Español      | 22    |
| 5.º  | Rubén Cano                             | Atlético Madrid  | 20    |
| 6.º  | Jesús María Satrústegui                | Real Sociedad    | 19    |
| 7.º  | Daniel Ruiz-Bazán, Dani                | Athletic Club    | 16    |
|      | Carlos Martínez Diarte, Diarte         | Valencia CF      | 16    |
|      | Mario Finarolli                        | Elche CF         | 16    |
| 10.º | José Ignacio Churruca                  | Athletic Club    | 14    |
|      | Rui Manuel Trindade Jordâo, Rui Jordâo | Real Zaragoza    | 14    |